# Максимовка (Ленінградська область)
Максимовка (рос. Максимовка) — присілок у Волосовському районі Ленінградської області Російської Федерації.
Населення становить 5 осіб. Належить до муніципального утворення Сабське сільське поселення.

## Історія
Від 1 серпня 1927 року належить до Ленінградської області.

## Населення
| 1838 | 1862 | 1997 | 2007 | 2010 | 2014 | 2017 |
| ---- | ---- | ---- | ---- | ---- | ---- | ---- |
| 120  | ↗137 | ↘2   | ↘1   | ↗4   | →4   | ↗5   |